# Бутси Торнтон
Бутси Торнтон (енгл. Bootsy Thornton; Балтимор, 30. јул 1977) је амерички кошаркаш. Игра на позицији бека а тренутно је без ангажмана. 

## Каријера
Торнтон је већину своје каријере играо у италијанској лиги. У три наврата је играо за Монтепаски Сијену, а играо је још и за Канту и Динамо Сасари. Такође је играо три сезоне у Турској за Ефес Пилсен и по једну сезону у шпанским тимовима Барселони и Ђирони. У децембру 2013. је потписао за француски Стразбур ИГ и са њима остао до краја сезоне.

## Успеси

### Клупски
- Са КК Монтепаски Сијена:
  - Првак Италијанске лиге (3): 2003/04, 2007/08, 2011/12.
  - Победник Купа Италије (1): 2012.
  - Победник Суперкупа Италије (2): 2004, 2007.

- Са КК Ефес Пилсен:
  - Првак Турске лиге (1): 2008/09.
  - Победник Купа Турске (1): 2009.
  - Победник Купа Председника (2): 2009, 2010.

- Са КК Ђирона:
  - Победник ФИБА Еврокупа (1): 2006/07.

### Појединачни
- Друга постава идеалног тима Евролиге (1): 2007/08.
- Најкориснији играч месеца фебруара Евролиге (1): 2007/08.
- Најкориснији играч кола Евролиге (1): 2010/11.
- Италијанска Ол–стар утакмица (1): 2004.
- Турска Ол–стар утакмица (1): 2009.